# Schuddebeurs (Schouwen-Duiveland)
Schuddebeurs (Zeeuws: Schoddebozze) is een buurtschap in de gemeente Schouwen-Duiveland, in de Nederlandse provincie Zeeland.
In de zeventiende en achttiende eeuw bouwden regenten uit Zierikzee er buitenplaatsen. Tot 1961 behoorde Schuddebeurs tot de gemeente Noordgouwe, waarna het tot 1997 deel uitmaakte van de gemeente Brouwershaven.
De plaatsnaam komt van een gelijknamige herberg die hier in de zeventiende eeuw stond.

## Natuur in Schuddebeurs
Schuddebeurs heeft bossen waar eiken, beuken, meidoorns en naaldsoorten groeien. In Schuddebeurs leven een heel aantal dieren, zoals spechten, uilen, zangvogels, kikkers, salamanders en bunzingen, reeën en wezels.
In de nabijheid van de buurtschap, aan de Sasdijk, ligt ook een wiel (een overblijfsel van een dijkdoorbraak). Het wiel wordt beheerd door Staatsbosbeheer.